# Orzeliscus
Genre
Orzeliscus est un genre de tardigrades de la famille des Halechiniscidae. 

## Liste des espèces
Selon Degma, Bertolani et Guidetti, 2017 :
- Orzeliscus asiaticus Lee, Rho & Chang, 2017
- Orzeliscus belopus du Bois-Reymond Marcus, 1952

## Publication originale
- du Bois-Reymond Marcus, 1952 : On South American Malacopoda. Boletim da Faculdade de Filosofia, Ciências e Letras, Universidade de São Paulo, Série Zooogia, vol. 17, p. 189-209.